# Witlof
Witlof, witloof, grondwitloof of Brussels lof (Cichorium intybus var. foliosum) is een bladgewas, een bladgroente die in het donker wordt geteeld. In het licht wordt de krop door chlorofylvorming namelijk groen. De afgesneden (of afgebroken) krop kan rauw, gekookt of gestoofd worden gegeten.
Witlof is, net als roodlof, een variëteit van de wilde cichorei.

## Naam
In Nederlandstalig België is witloof het gebruikelijkst, maar witlof komt ook regelmatig voor. In Nederland wordt bijna uitsluitend witlof gezegd. Het bijbehorende lidwoord is in Brabant en Vlaanderen meestal het, soms ook de, in Nederland meestal de, soms ook het. De Fransen noemen de groente meestal (in het meervoud) endives of ook (in het enkelvoud) chicorée witloof, om de groente te onderscheiden van andijvie, dat in het Frans ook chicorée endive of endive heet. Franstalige Belgen spreken van chicon, een woord dat in Frankrijk onbekend is, behalve in het uiterste noordoosten van het land. De Nederlanders spreken bij de teelt van witlof trekken, sommige Vlamingen zeggen naar Frans voorbeeld witloof forceren.
Witloof wordt in sommige boeken ook Barbe de capucin genoemd.

## Geschiedenis
Witloof is een 19e-eeuwse creatie. In zijn periode aan het hoofd van de Brusselse Kruidtuin (1826-1836) forceerde Frans Bresiers in de champignonkelder cichorei. Op de wortels ontwikkelde zich witte kropvorming tot hij een gedrongen, krokante groente bekwam. Hij ondervond dat duisternis, warmte en vochtigheid onontbeerlijk waren voor witlof. Het forceren (winterse groentenkweek in het duister) was een Franse uitvinding van de 17e eeuw. De techniek, toegepast op capucijnenbaard, bracht een voorloper van witloof tot stand. Deze voorloper uit Frankrijk was waarschijnlijk het wit louef om te stoeven dat in een Brusselse aankooprekening van de 18e eeuw is bewaard. De witte bladeren ontstaan doordat het licht de plant niet kan bereiken. Zonder daglicht produceert de plant geen chlorofyl, de groene kleurstof.
De gedocumenteerde ontstaansgeschiedenis is lange tijd ondergesneeuwd door een volkse overlevering die wilde dat witloof toevallig werd ontdekt omstreeks 1830 tijdens de Belgische Revolutie, toen Jan Lammers – boer in de Schaarbeekse Josaphatvallei – de cichoreiwortels in zijn kelder onder een laagje zand verstopte. Na enkele weken, door de milde winter, stelde hij vast dat de bittere wortels waren uitgelopen en dat de blaadjes zoet en mals smaakten. Hij kwam op het idee de witte blaadjes te verkopen als rauwe wintergroente, als wit loof, omdat er weinig andere groenten ter beschikking zouden zijn geweest. Nederland was afgesloten en er was weinig vervoer. Deskundigen doen dit verhaal af als een mythe.
Het 'wit loof' werd voor het eerst in 1867 op de Brusselse markt verkocht (waarschijnlijk de chique 'nieuwmarkt' aan de trappen van de Congreskolom). De officiële voorstelling gebeurde op de internationale tuinbouwtentoonstelling van 1873 aan het Casino van Gent. Een kleine tien jaar later was het 'Brussels lof', ook 'witloof' genoemd, te koop in de Parijse Hallen. De kroppen werden mettertijd groter en vaster door verbetering van de teelttechniek en door veredeling. Het eerste recept werd gepubliceerd door Philippe Cauderlier in zijn kookboek La santé (1882).
Mede door het succes van de groente gingen steeds meer landbouwers rond Brussel (Schaarbeek, Haren, Evere, Steenokkerzeel) en Leuven over tot witloofteelt. In de eerste helft van vorige eeuw zorgde dat 'witte goud' zelfs voor een grote agrarische rijkdom. Tijdens de Eerste Wereldoorlog vluchtten Brabantse boeren naar Noord-Frankrijk. Zij hebben de teelt daar ingevoerd. In Nederland wordt witloof maar vrij recent op grote schaal geteeld, vooral sinds 1970, met de doorbraak van de witlooftrek op stromend water. Deze teelt op water levert volgens velen niet de authentieke smaak op die grondwitloof tot de "echte" zou maken. Op dit ogenblik is Noord-Frankrijk veruit de grootste producent, gevolgd door België en Nederland. De teelt komt in andere landen weinig voor. De groente wordt naar vrijwel alle werelddelen geëxporteerd.

## Bereiding

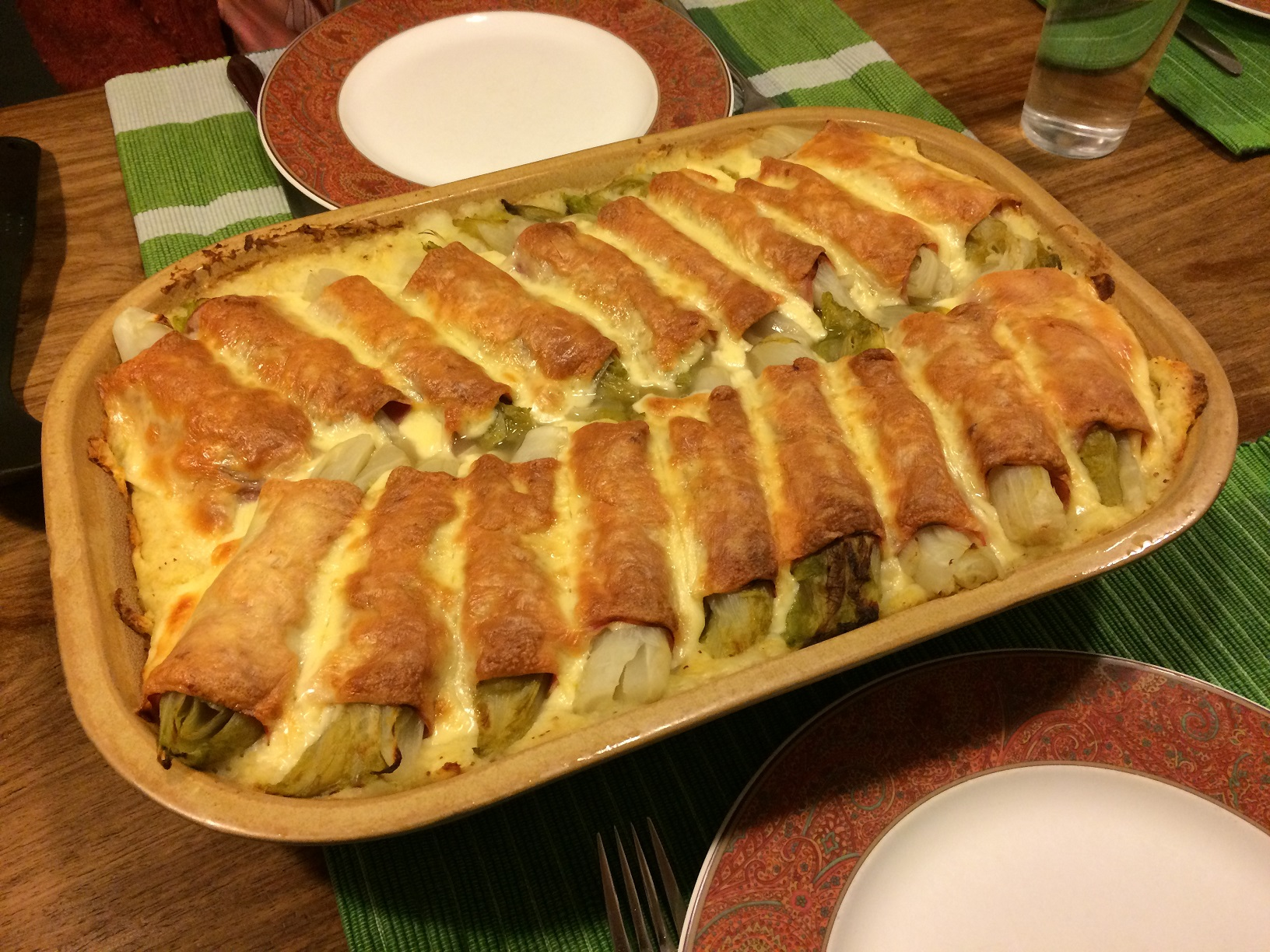
Ovengerecht met witlof, ham en kaas

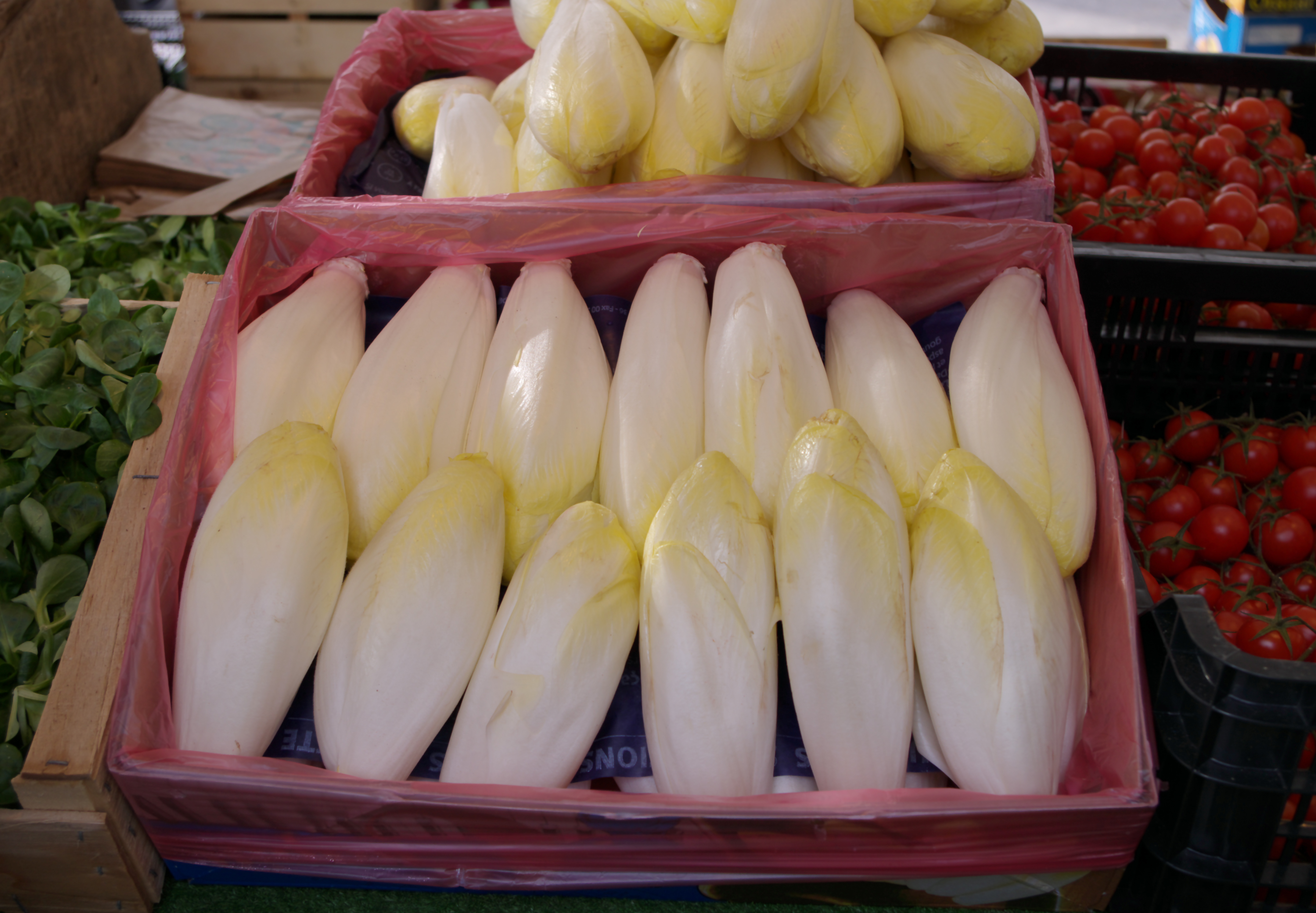
Op de markt

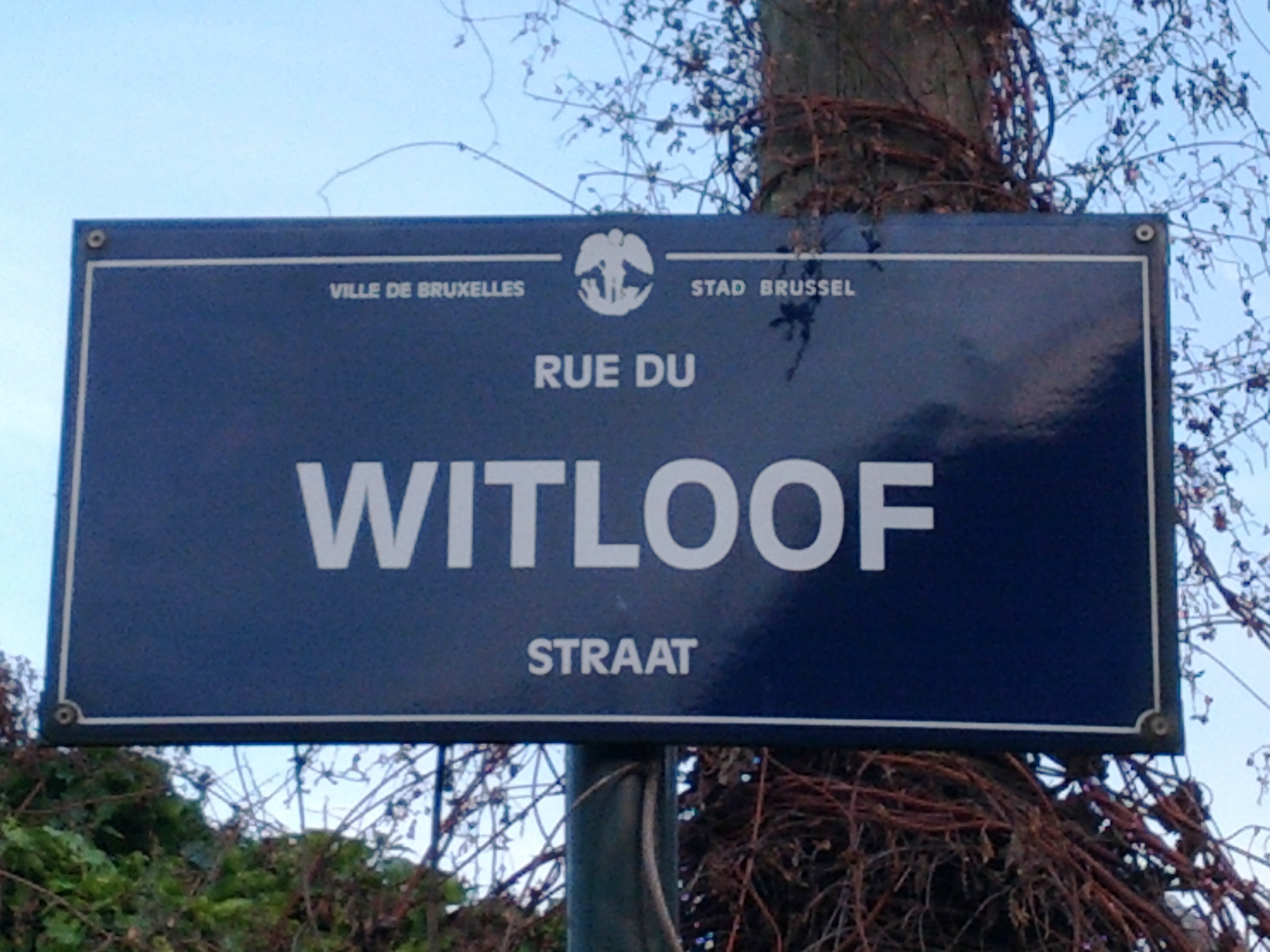
Witloofstraat te Haren, gemeente Brussel

Witloof wordt vaak gekookt gegeten. De oorspronkelijke witloofrassen hebben een enigszins bittere smaak. Door witloof te koken met behalve water ook wat melk wordt de smaak verzacht. Nieuwe, op water gekweekte rassen zijn minder bitter. Rauwe witloof is fris van smaak en licht bitter, ze wordt in een salade met stukjes appel, ander fruit of met rauwkostgroentes gegeten.
De groente wordt als de ovenschotel bereid met bijvoorbeeld ham en kaas. Ook kan het in soep worden verwerkt. Andere bereidingsmethoden zijn roerbakken of stoven en opdienen met een hollandaisesaus als "witlof à la crème".

## Consumptie
In België wordt jaarlijks gemiddeld 2,98 kg per persoon gegeten. Witloof was in 2020 de op drie na meest gegeten groente. Ook in Frankrijk behoort witloof tot de favorieten. Daar verorbert men per jaar gemiddeld 3,5 kg per persoon en komt de groente op de vierde plaats.
De witloofconsumptie loopt terug, in de periode 2008-2013 daalden de productie en de consumptie in de drie grootste witloflanden: Frankrijk, Nederland en België.
Er bestaan ook varianten, zoals mini-witloof en witloof met rode rand, die vooral tijdens de kerst- en nieuwjaarsperiode populair zijn.

## Voedingswaarde
De voedingswaarde van 100 gram verse witlof is:
| Energetische waarde | 71 kJ    |
| Koolhydraten        | 3 gram   |
| Eiwit               | 1 gram   |
| Vet                 | 0,1 gram |
| Vitamine C          | 5 mg     |
| Vitamine B1         | 0,04 mg  |
| Vitamine B2         | 0,03 mg  |
| Calcium             | 20 mg    |
| IJzer               | 0,5 mg   |

## Teelt

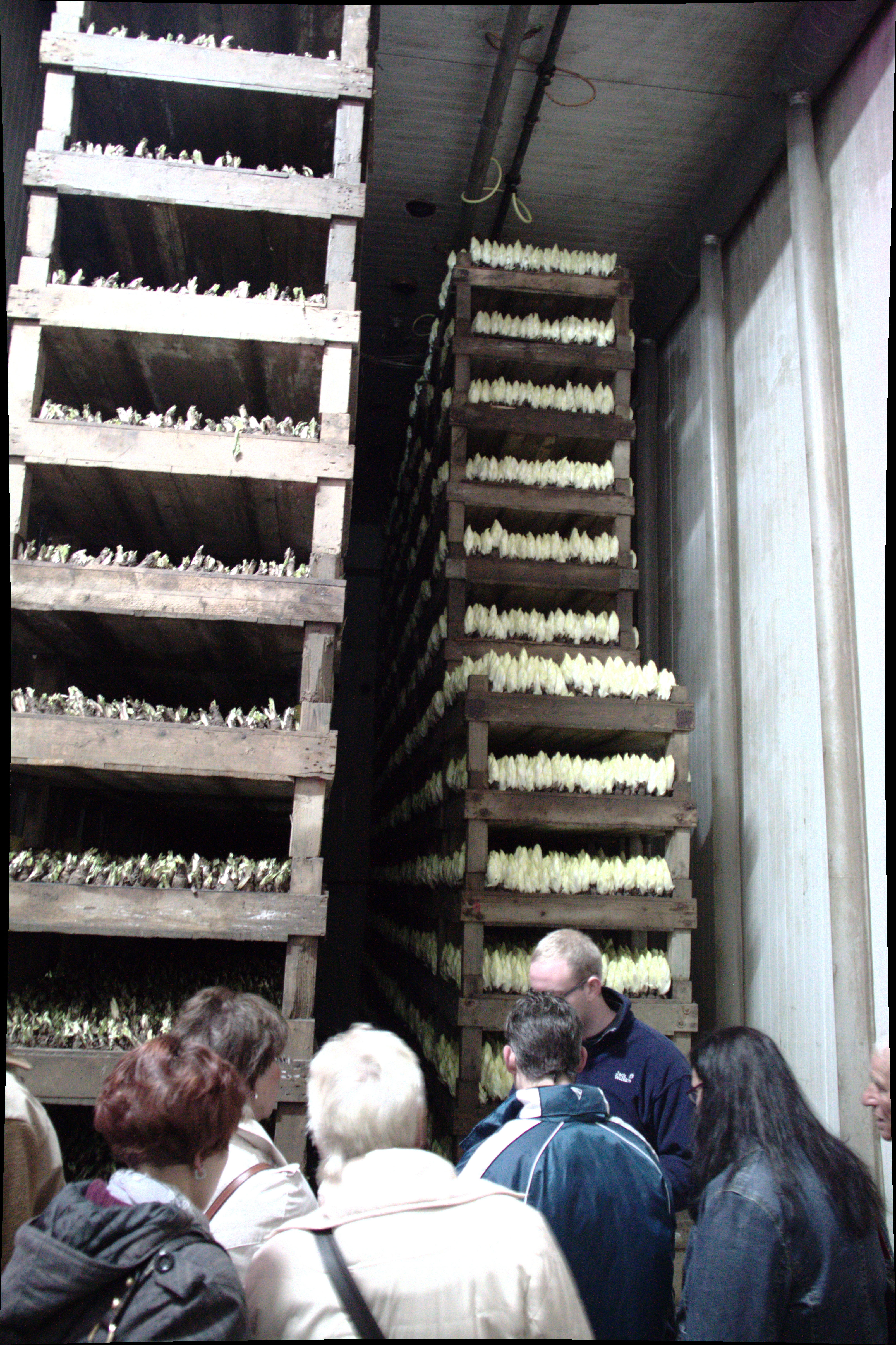
Trek op stromend water

Witloof is tweejarig. In het eerste jaar worden de wortelen geteeld door in mei te zaaien, waarna in de herfst de wortelen worden geoogst. Daarna moeten de wortelen weer nieuw blad gaan vormen, het witloof. Dit proces wordt de trek genoemd. Vroeger was witloof een wintergroente en gebeurde de trek met dekgrond, waarbij boven op de wortels een tot 20 cm dikke laag grond werd gebracht. Bij een dunnere laag grond moet de trekruimte lichtdicht zijn, omdat anders het witloof aan de bovenkant groen wordt. Er werd toen onderscheid gemaakt in een koude en een warme trek. Bij de warme trek werd de bodem onder de wortels verwarmd door onder de wortels kippengaas te leggen en hieronder elektrische verwarmingselementen te plaatsen. Ook werd wel gebruikgemaakt van verwarmingsbuizen met warm water.
Witloof wordt bijna het gehele jaar door getrokken. Wortelen geoogst in september worden direct opgezet. De wortelen geoogst in oktober of november worden gekoeld bewaard. Voor de zeer late trek worden de wortelen in ijs bewaard. Vervolgens worden ze in een donkere ruimte geplaatst. Oorspronkelijk gebeurde dat in een kuil afgedekt met stro en aarde of bovengronds met dekkleden eroverheen. Moderne industrieële trek vindt op stromend water plaats. In 3 tot 4 weken groeit de witloofkrop uit.
Door de schaalvergroting van de teelt ontstond specialisatie. De teelt van de wortels verschuift meer en meer naar akkerbouwbedrijven, die toeleverancier zijn voor witlooftrekkers. Deze zorgen voor het bewaren van de witlofwortels in koelcellen en hebben zeer grote trekcellen. De wortels worden soms over verre afstanden vervoerd, bijvoorbeeld van Noord-Frankrijk naar Friesland.

### Afbeeldingen

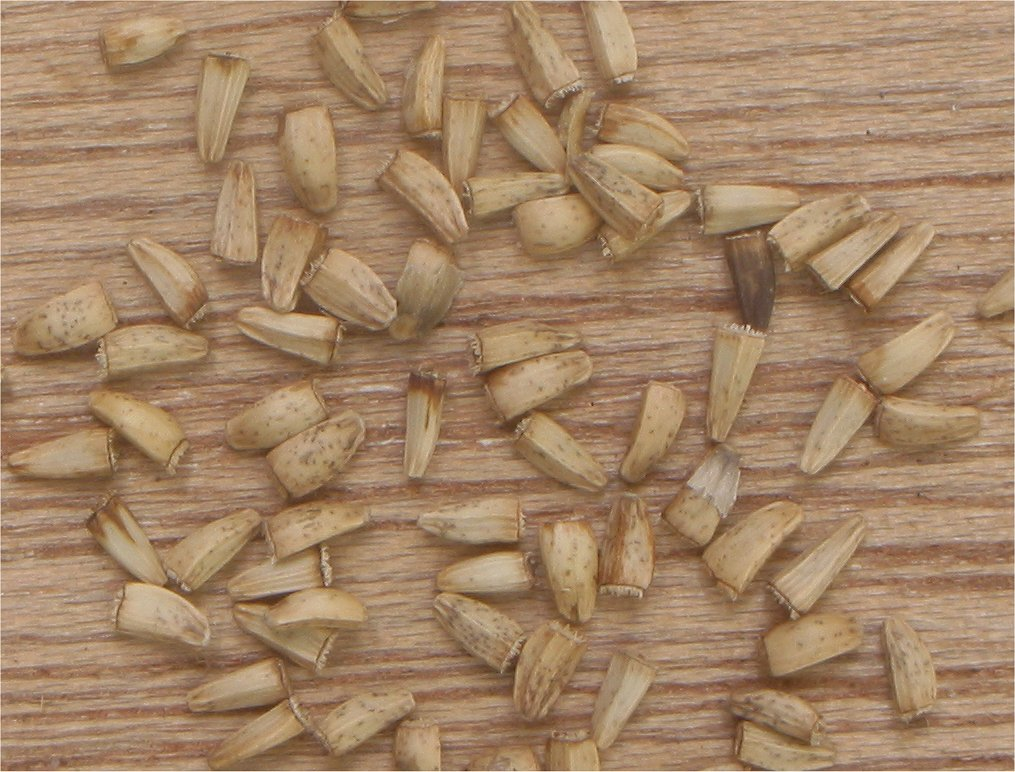
Witlofzaden
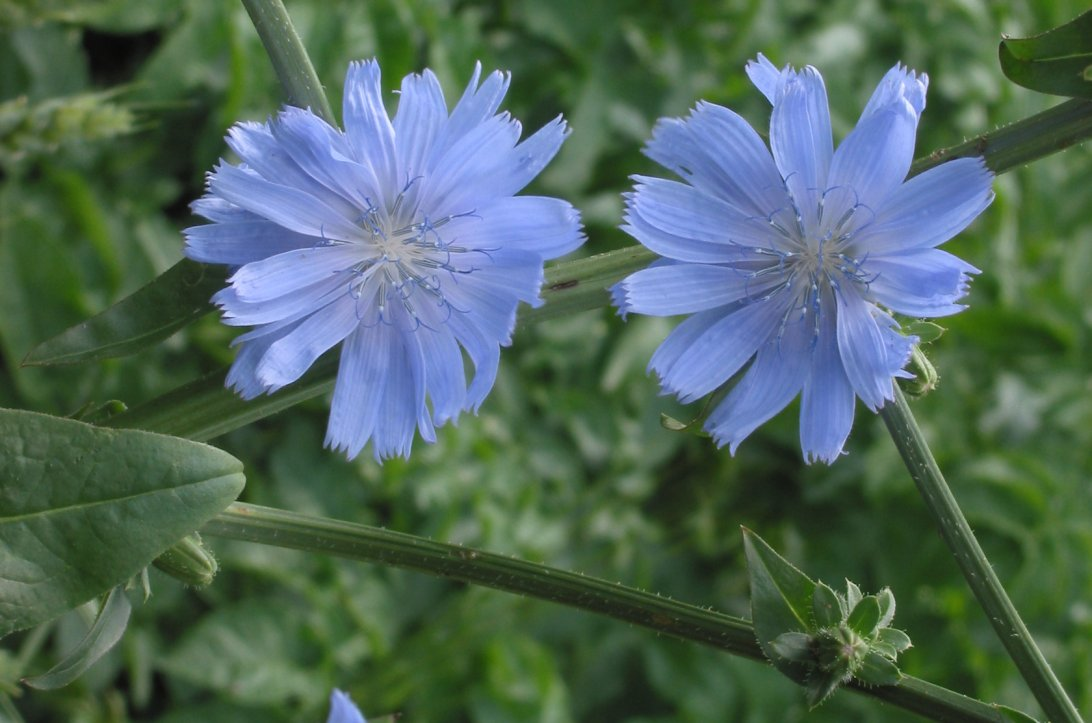
Bloeiende witlof
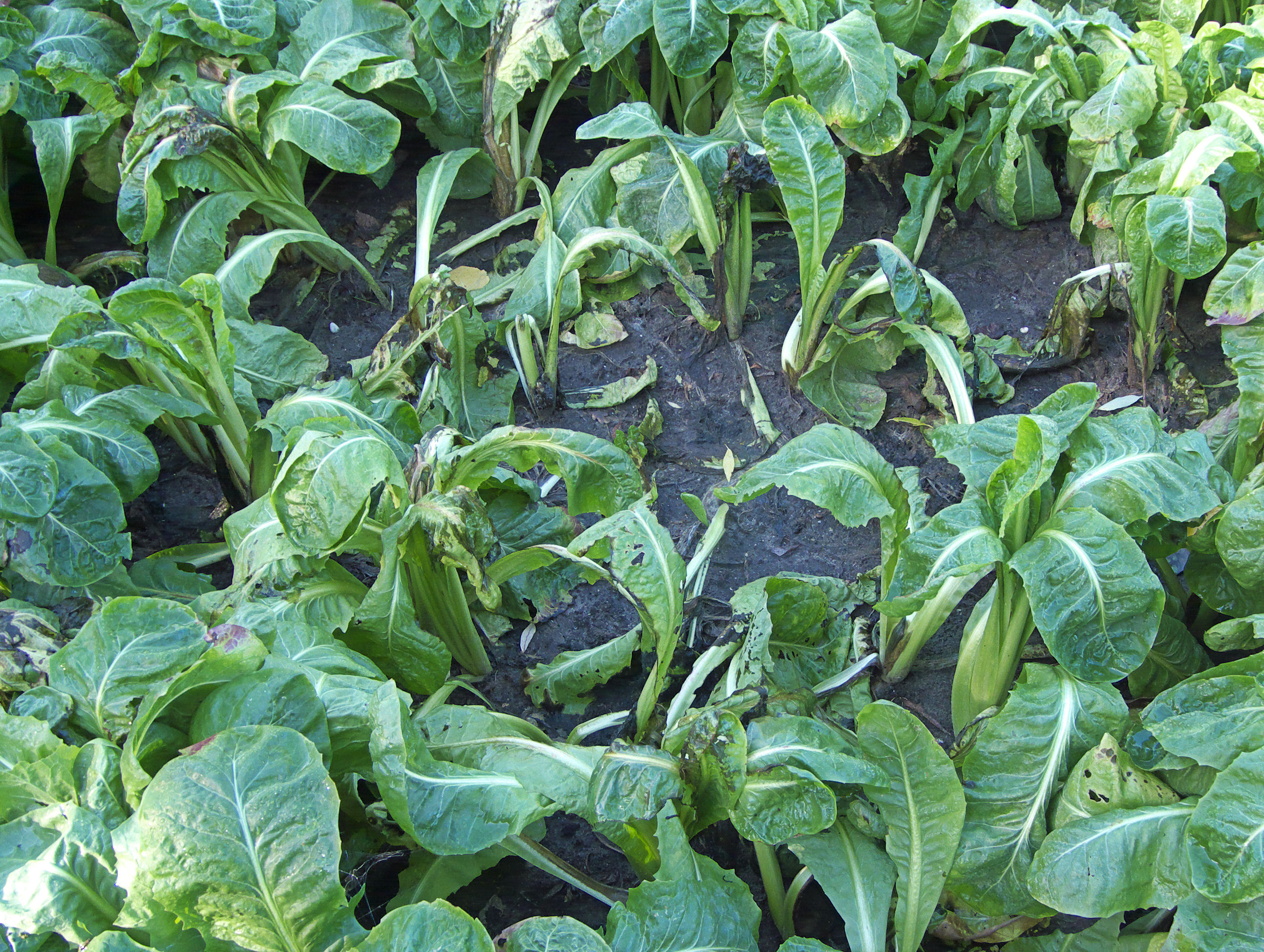
Aantasting door bladvuur
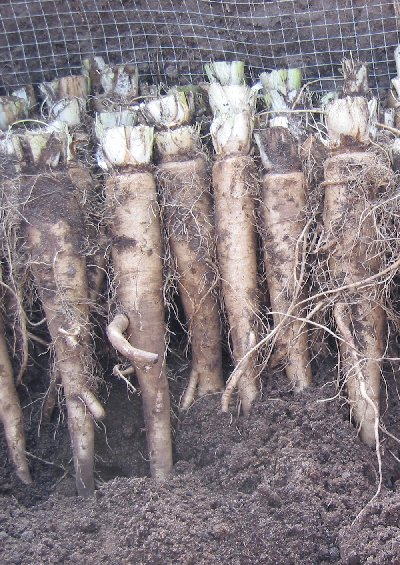
Opzetten van de wortels voor kuiltrek

### Ziekten
Tijdens de wortelteelt kunnen de planten aangetast worden door sclerotiënrot Sclerotinia sclerotiorum, zwart penrot Phoma exigua, phytophthora Phythophthora erythroseptica en Phythophthora cryptogea, en op stikstofrijke gronden door bladvuur Pseudomonas marginalis.